# Hygrophoropsis aurantiaca
Hygrophoropsis aurantiaca (Franz Xaver von Wulfen, 1781 : Elias Magnus Fries, 1821 ex René Maire, 1921) este o specie saprofită de ciuperci comestibile din familia Hygrophoropsidaceae și genul Hygrophoropsis, cunoscută în popor sub numele gălbior fals respectiv gălbiori falși sau burete portocaliu. Buretele se dezvoltă în România, Basarabia și Bucovina de Nord în păduri de conifere sau mixte, pe soluri sărace, acide până neutrale, pe lângă molizi și pini deseori pe mușchi, câteodată pe cioate, bușteni, trunchiuri în descompunere sau pe conuri îngropate în pământ, dar de asemenea pe câmpii și defrișări ori arsuri vechi. Soiul se dezvoltă, crescând solitar, împrăștiat sau în grupuri precum cercuri de vrăjitoare, de la câmpie la munte, din august până în noiembrie (decembrie).

## Descriere

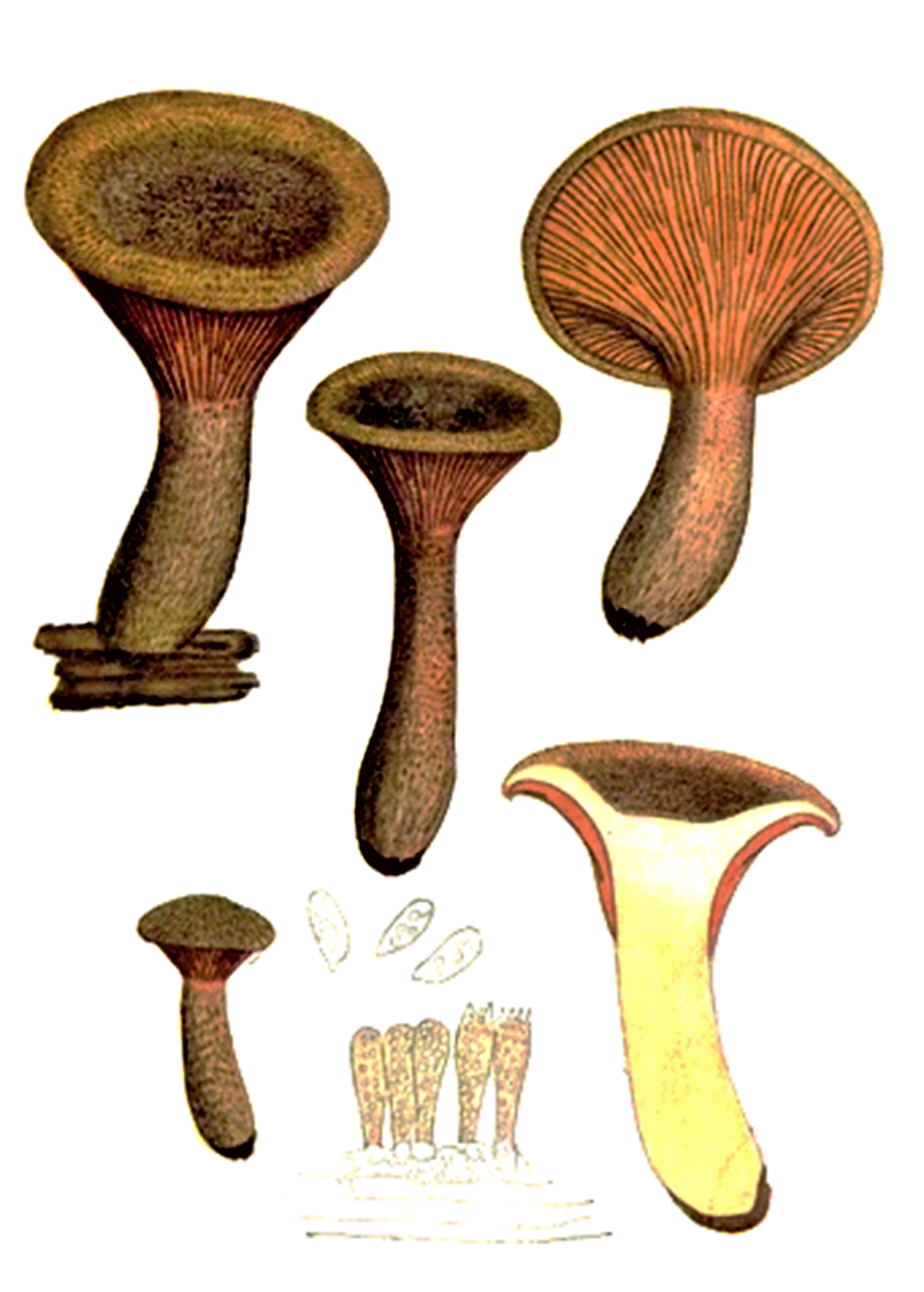
Bres.: C. auriantiacus

- Pălăria: are un diametru de 3–8 cm, este subțire, elastică, în tinerețe boltită, convexă cu margini regulate, răsfrânte în jos și ușor brumate, apoi se aplatizează, fiind în final adâncită central, în formă de pâlnie. Cuticula cu colorit viu, galben-portocaliu până portocaliu-roșiatic, în mijloc adesea cu tonuri brun-măslinii, este catifelată și uscată.
- Lamelele: sunt subțiri, repetat bifurcate, stau dense și mult decurente în lungul piciorului, cu un colorit asemănător pălăriei, dar mai intensiv.
- Piciorul:  are o înălțime de 3–8 cm și o grosime de 0,7–1 cm, este plin, inițial cilindric, la maturitate alungit și nu rar ceva excentric. Culoarea este în general asemănătoare cu cea a pălăriei, dar exemplare mature tind din când în când spre brun spre centru.
- Carnea: este moale, ceva elastică, subțire și de culoare galben-portocalie. Mirosul este un pic ierbos și gustul fad, din când în când amărui până iutișor. Aproape niciodată este năpădită de viermi.[5][6][7]
- Caracteristici microscopice: Sporii care se îngustează conic spre bază sunt slab eliptici până ovoidali, netezi și hialini (translucizi), având o mărime de 5–7,5 × 3,5–5 microni. Pulberea lor albă apare în mase. Basidiile cu 4 sterigme fiecare sunt clavate, măsurând 35-40 x 8-10 microni.[8]
- Reacții chimice: Carnea și lamelele buretelui se colorează cu acid sulfuric lila deschis și cu Hidroxid de potasiu repede alb.[9]

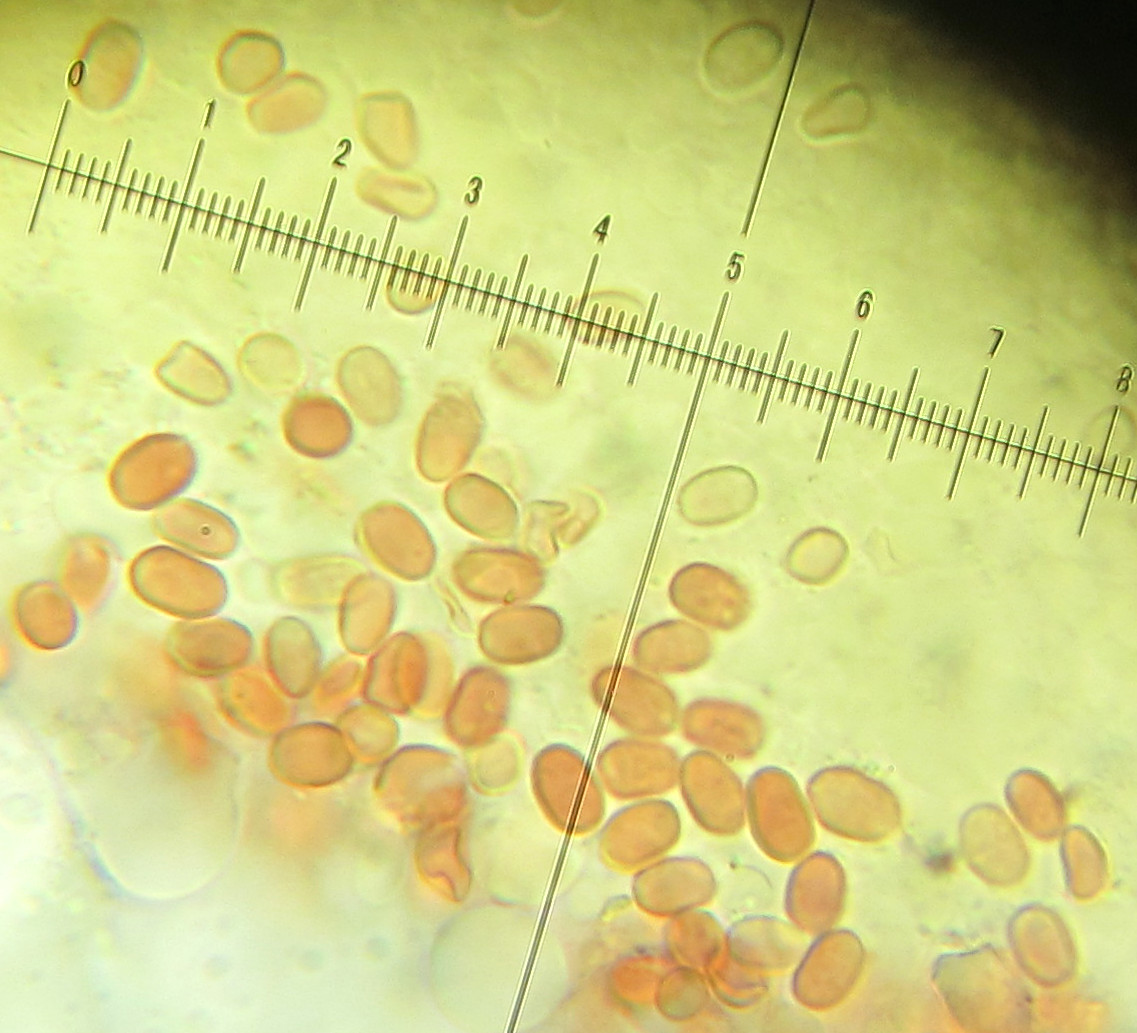
H. aurantiaca, spori
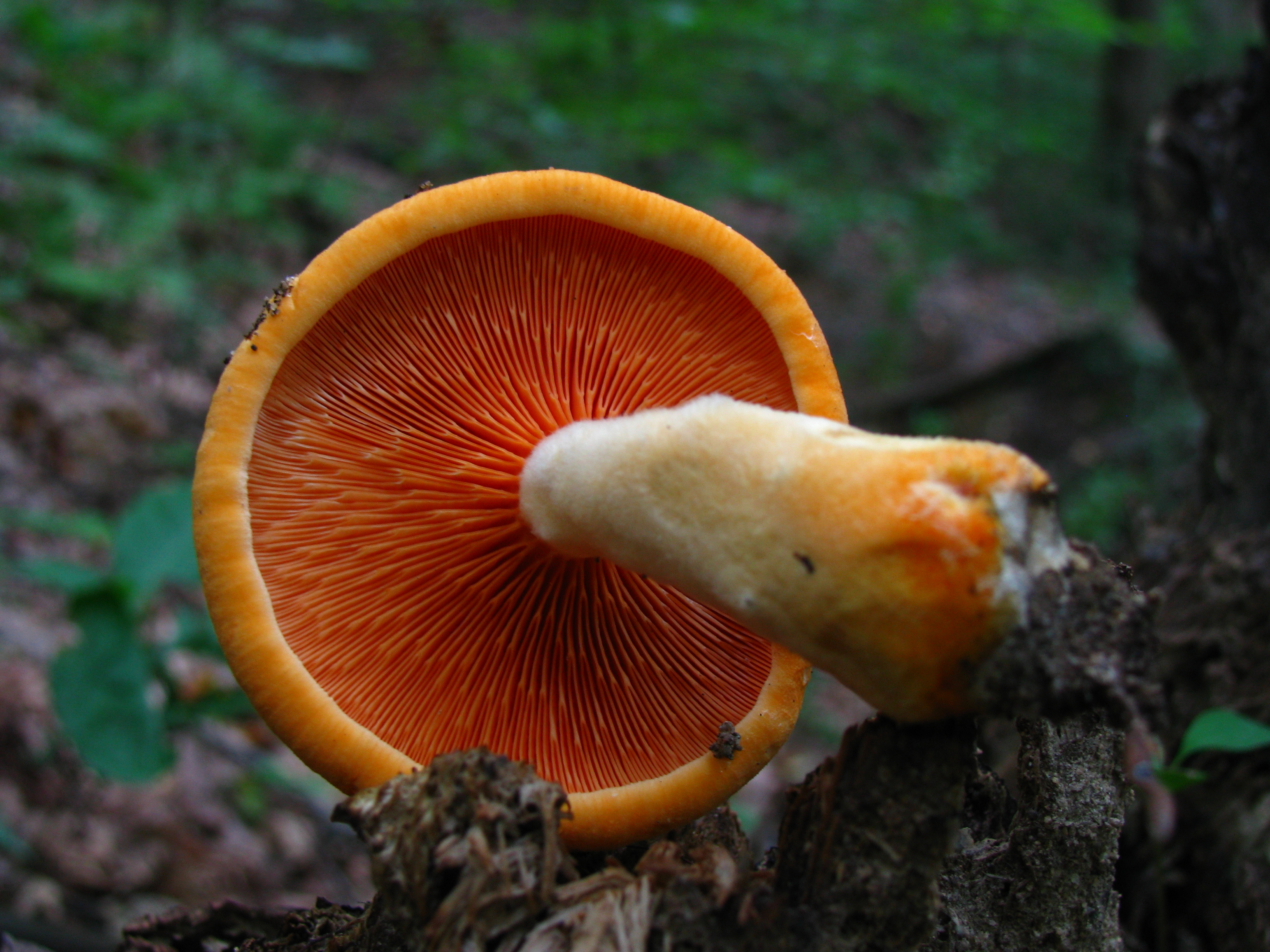
H. aurantiaca, lamele și picior
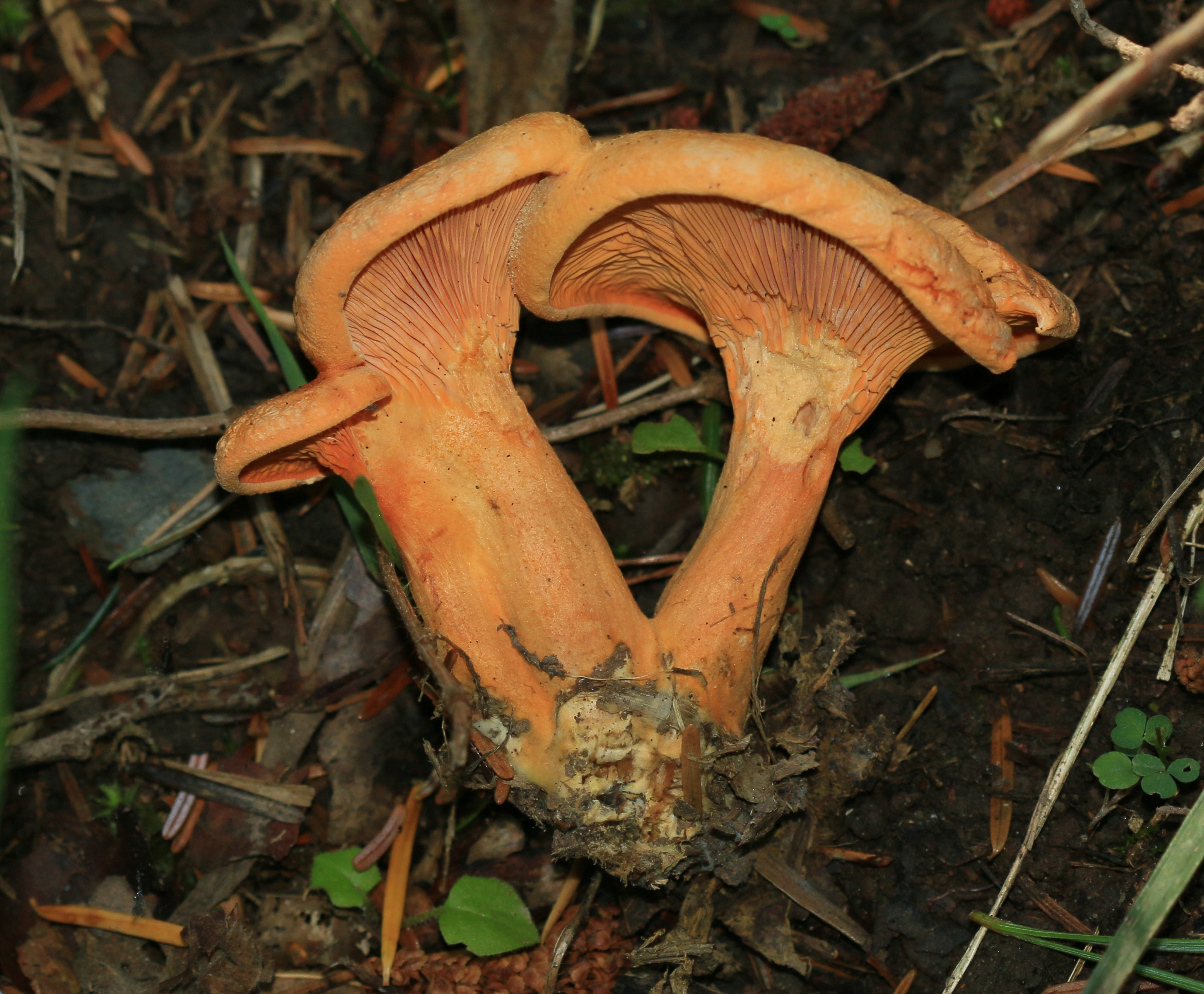
H. aurantiaca tineri
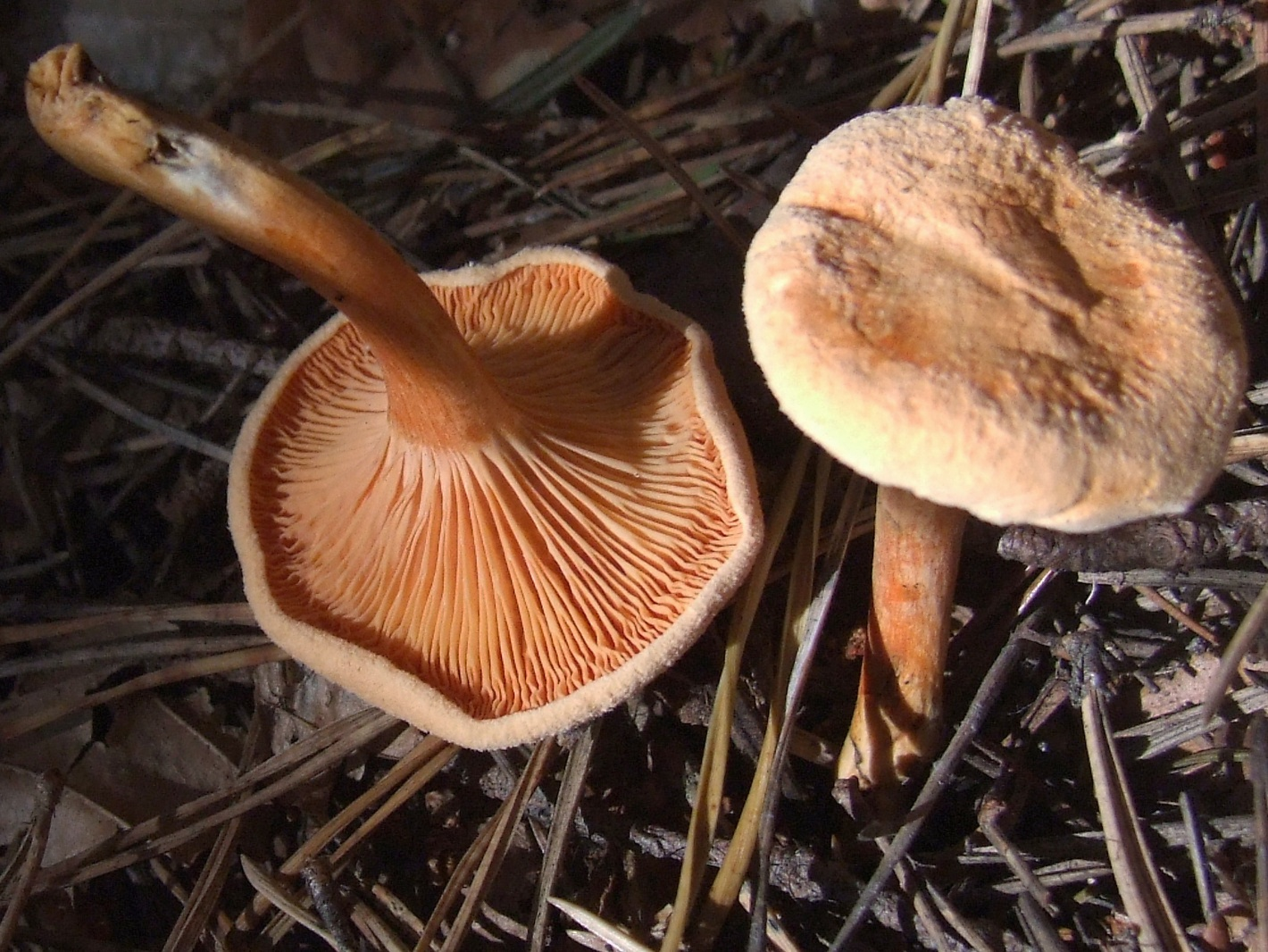
H. aurantiaca bătrâni

## Confuzii
Buretele portocaliu poate fi confundat în primul rând cu specii de aspect asemănător, ca de exemplu Cantharellus amethysteus, Cantharellus cibarius, Cantharellus ferruginascens, Cantharellus friesii, Cantharellus pallens, Clitocybe gibba, Craterellus tubaeformis, Hydnum rufescens (cu aculei), Hygrocybe aurantiosplendens, Hygrocybe cantharellus (comestibilă), Hygrocybe chlorophana, Hygrocybe quieta, Hygrophoropsis macrospora sau Lepista flaccida, cu toate comestibile, dar și cu otrăvitorul Omphalotus olearius ori posibil letalul Paxillus involutus.

## Specii asemănătoare

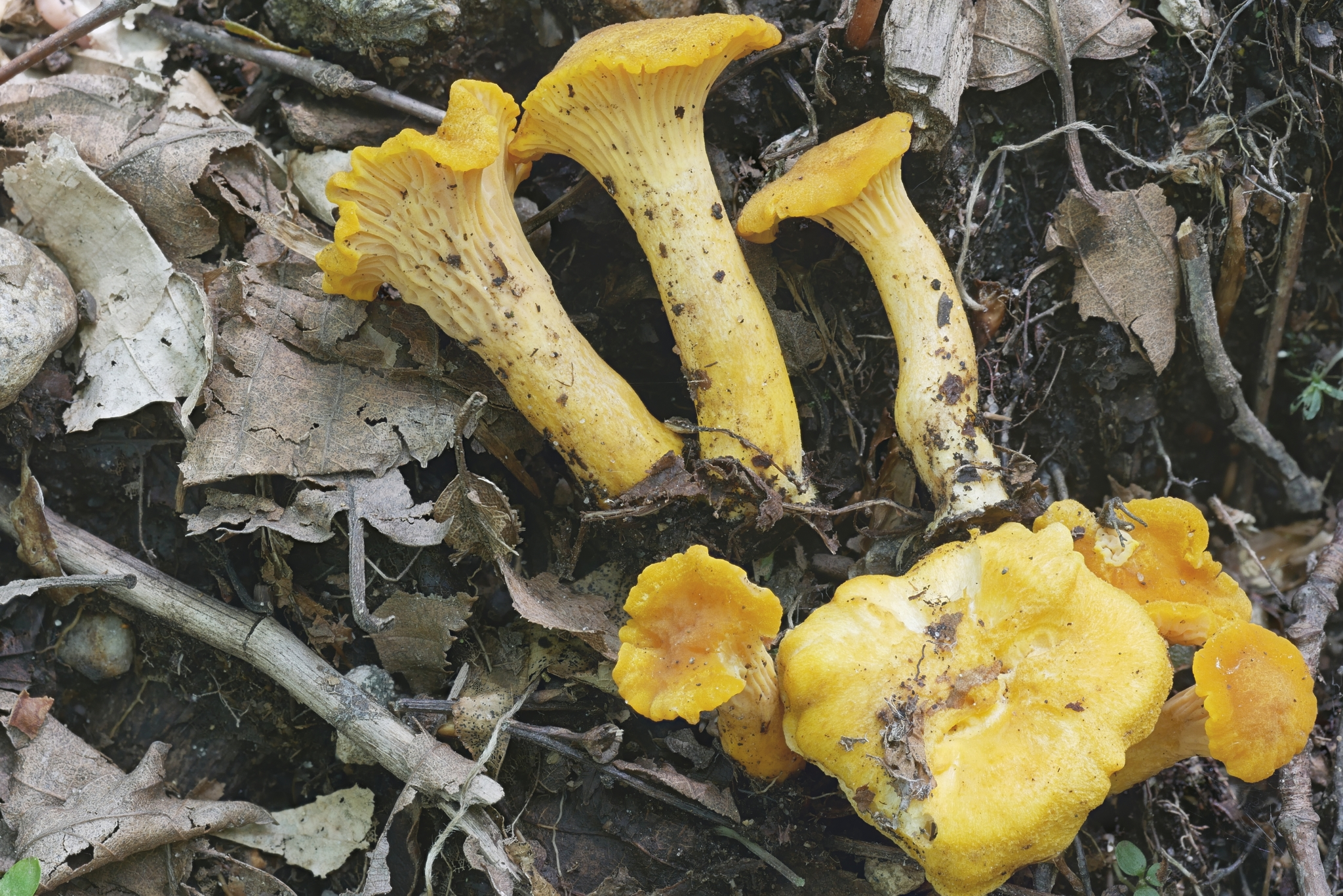
Cantharellus amethysteus
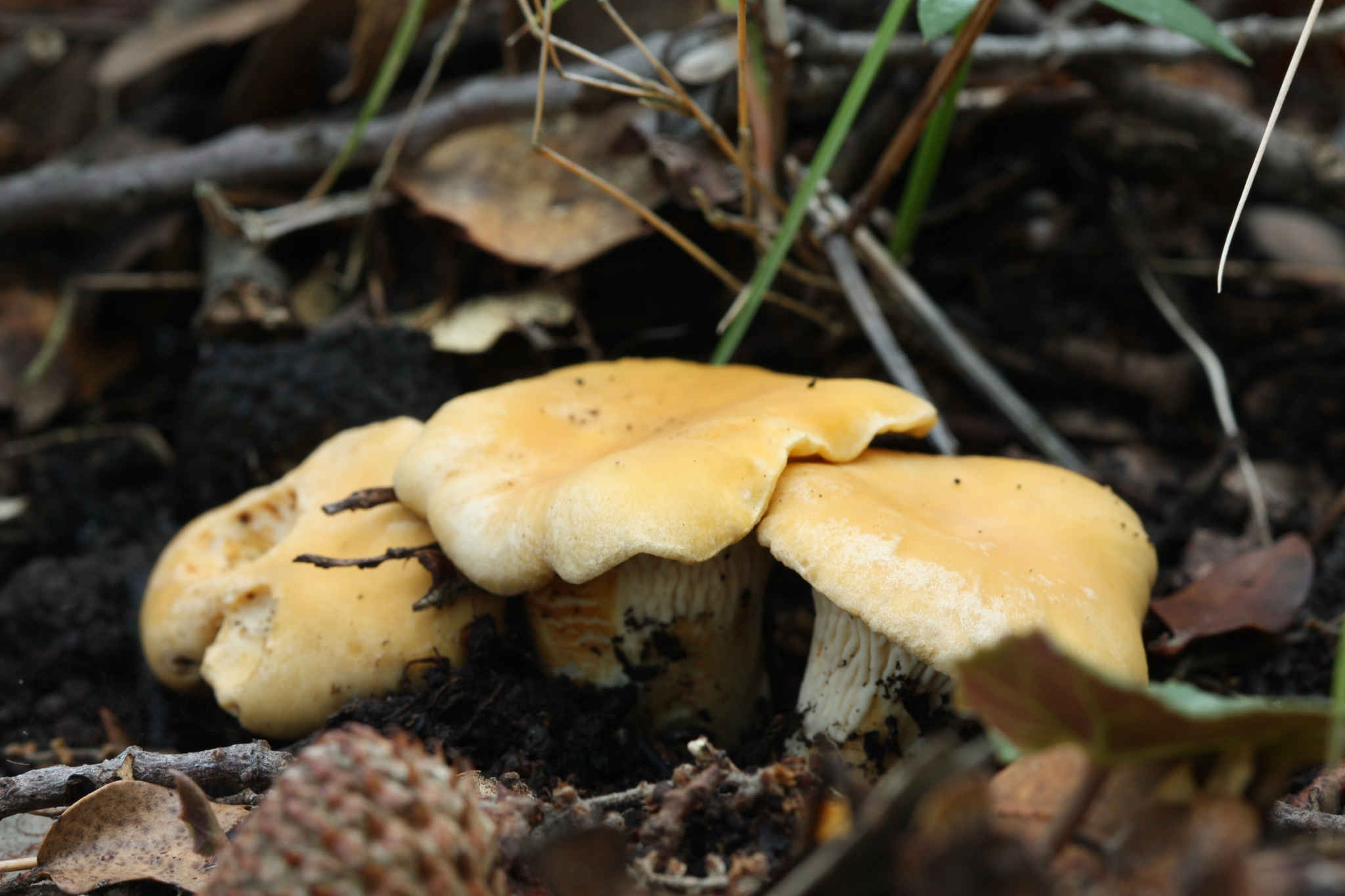
Cantharellus ferruginascens
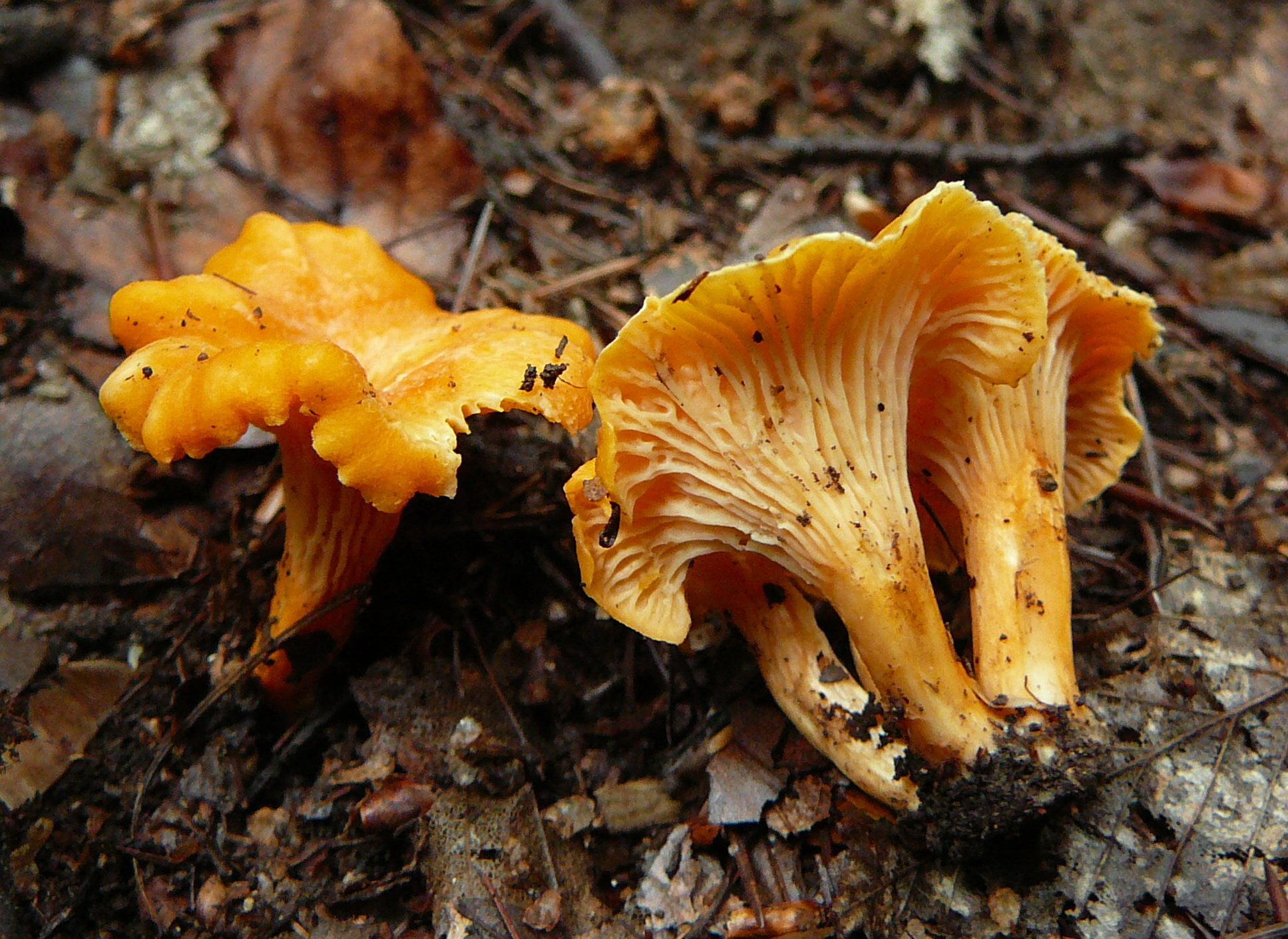
Cantharellus friesii
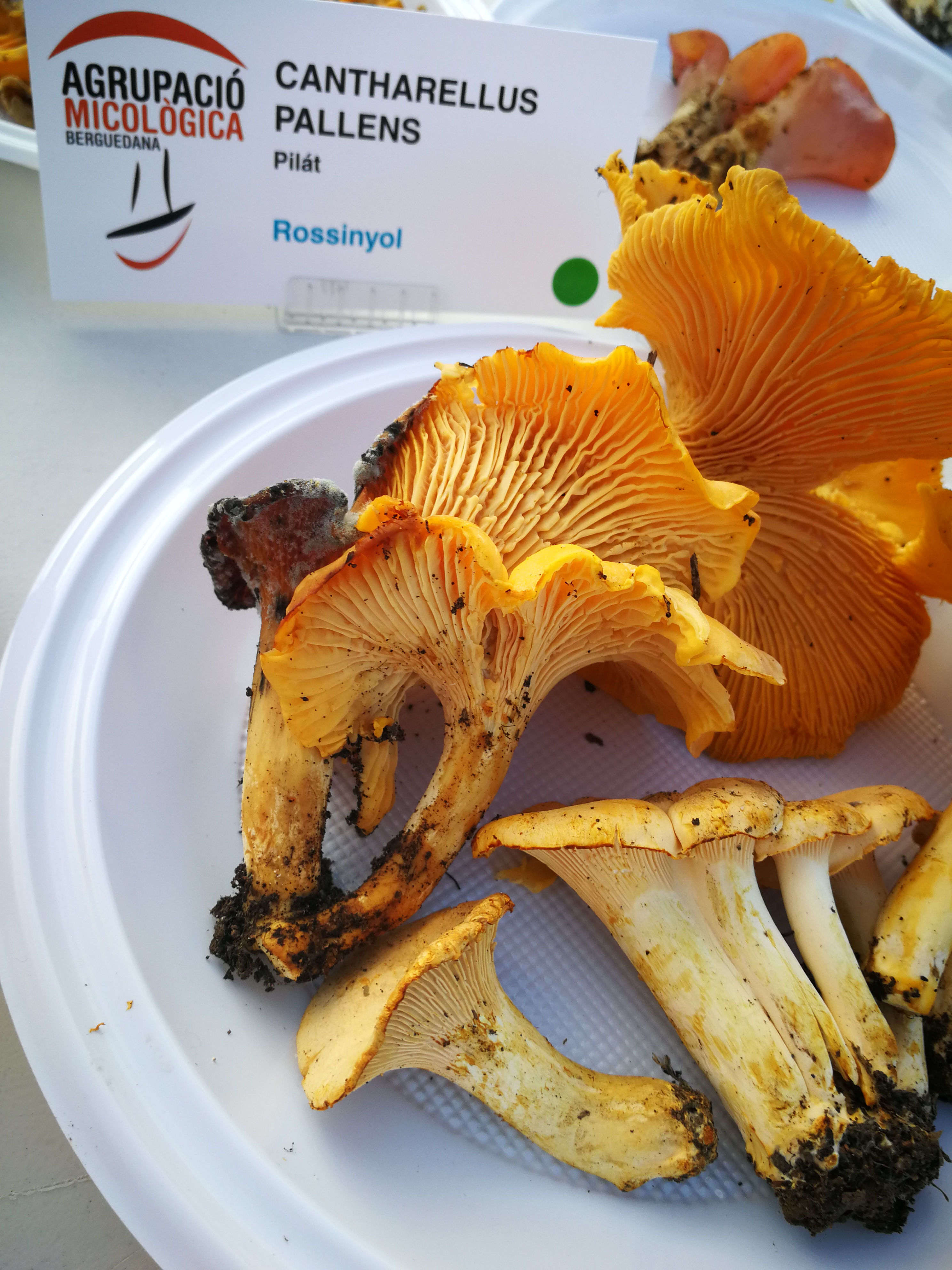
Cantharellus pallens
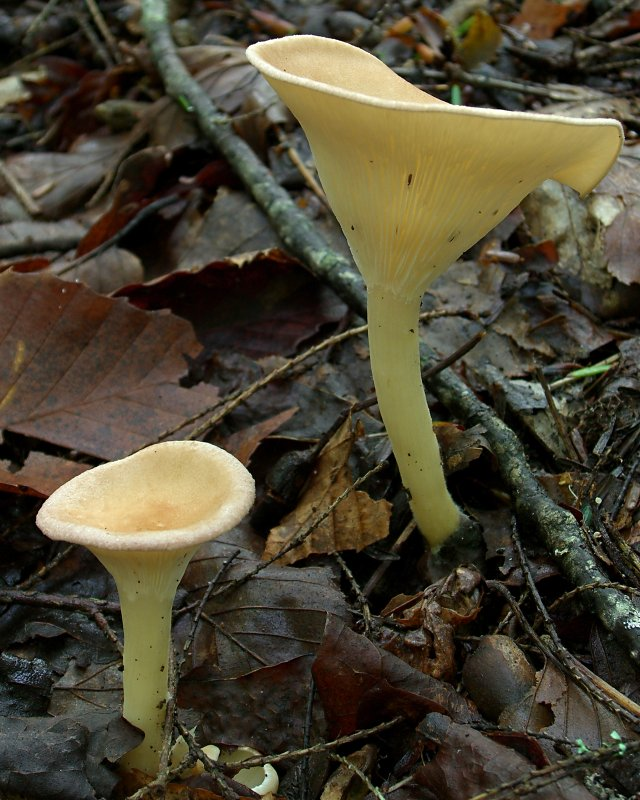
Clitocybe gibba

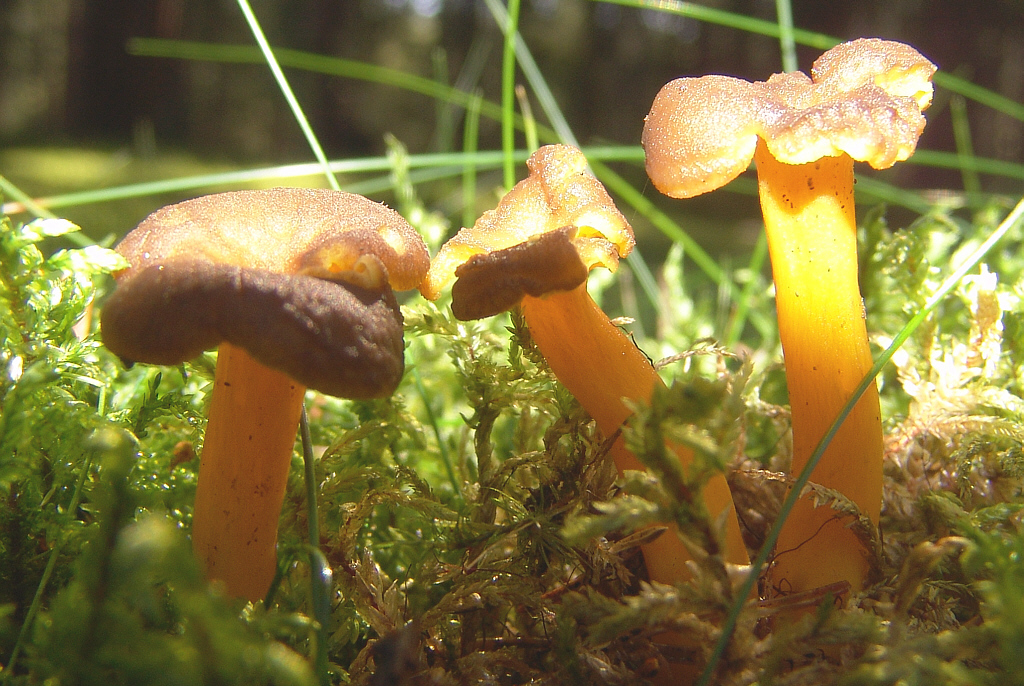
Craterellus tubaeformis
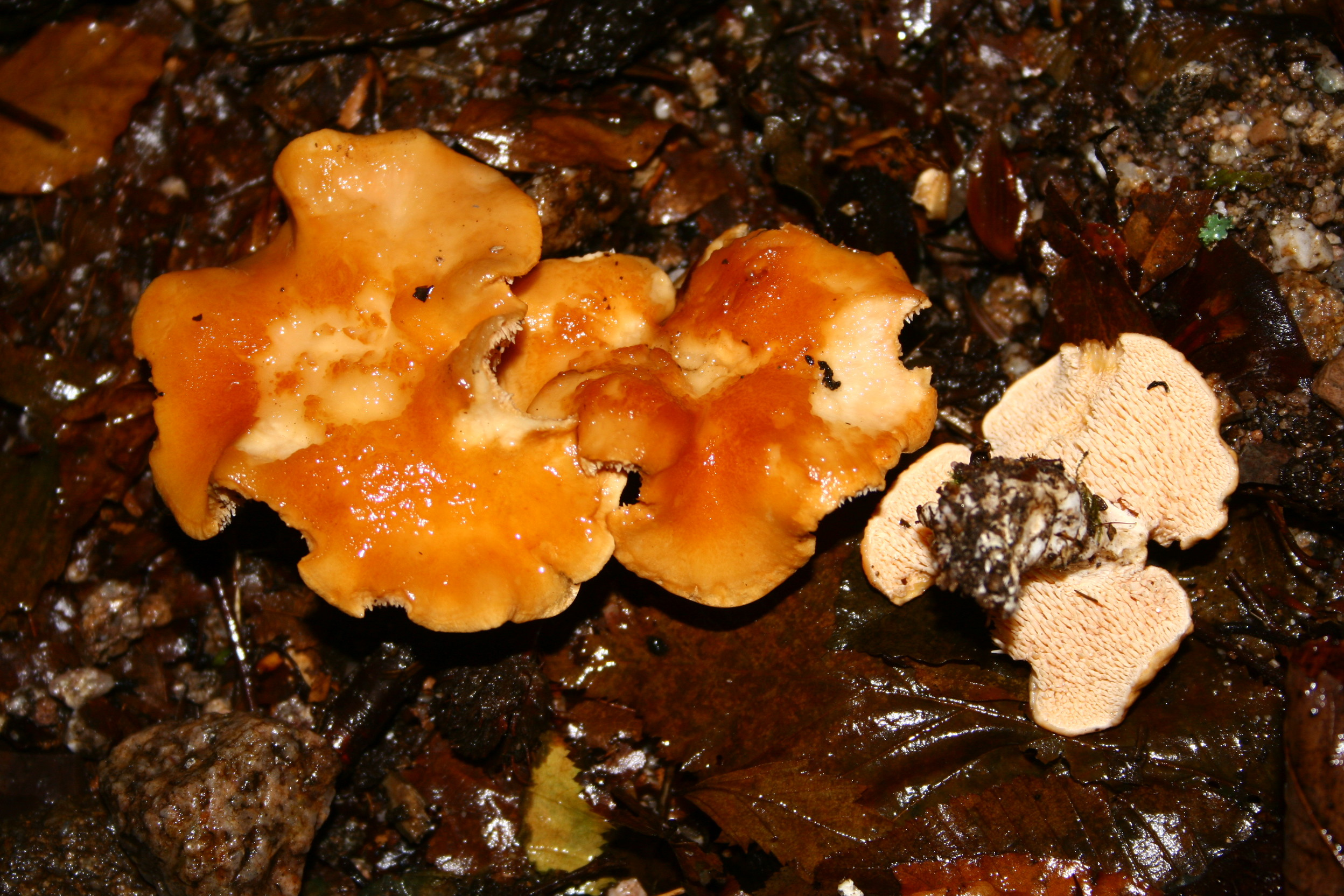
Hydnum rufescens
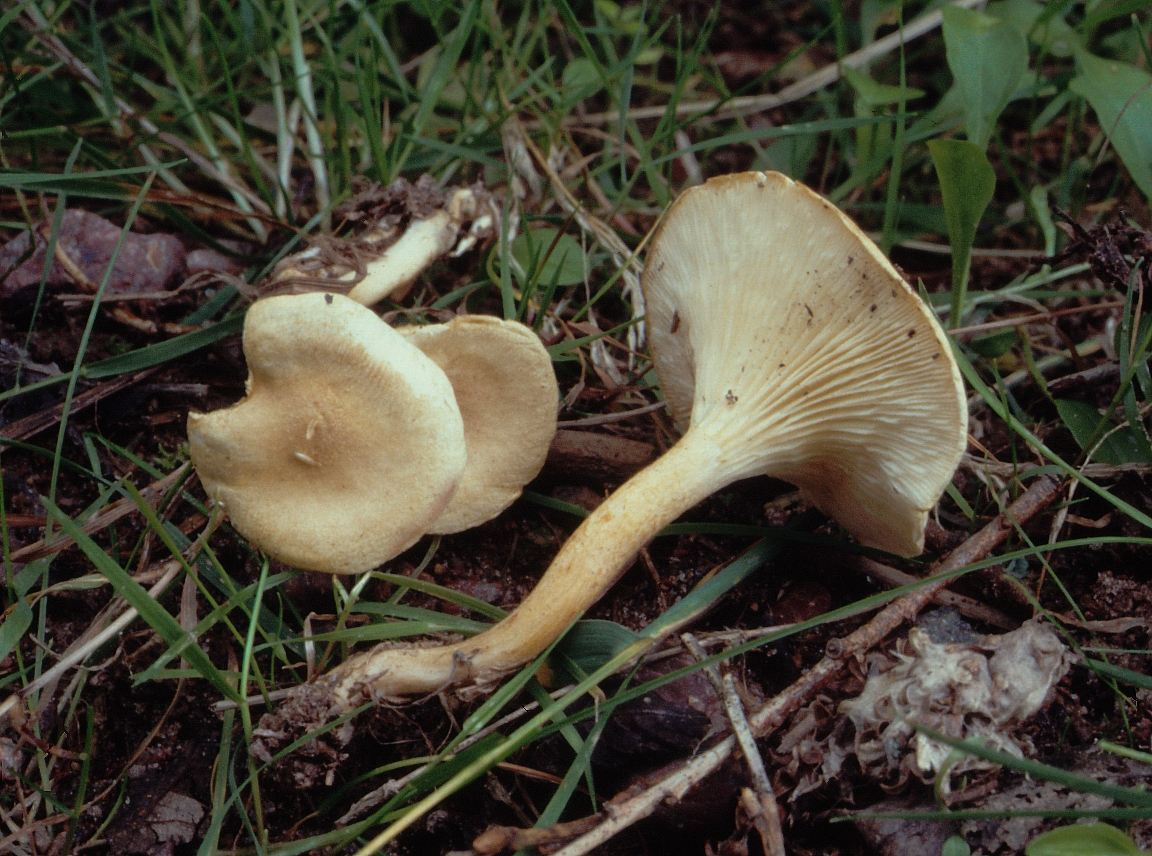
Hygrophoropsis macrospora
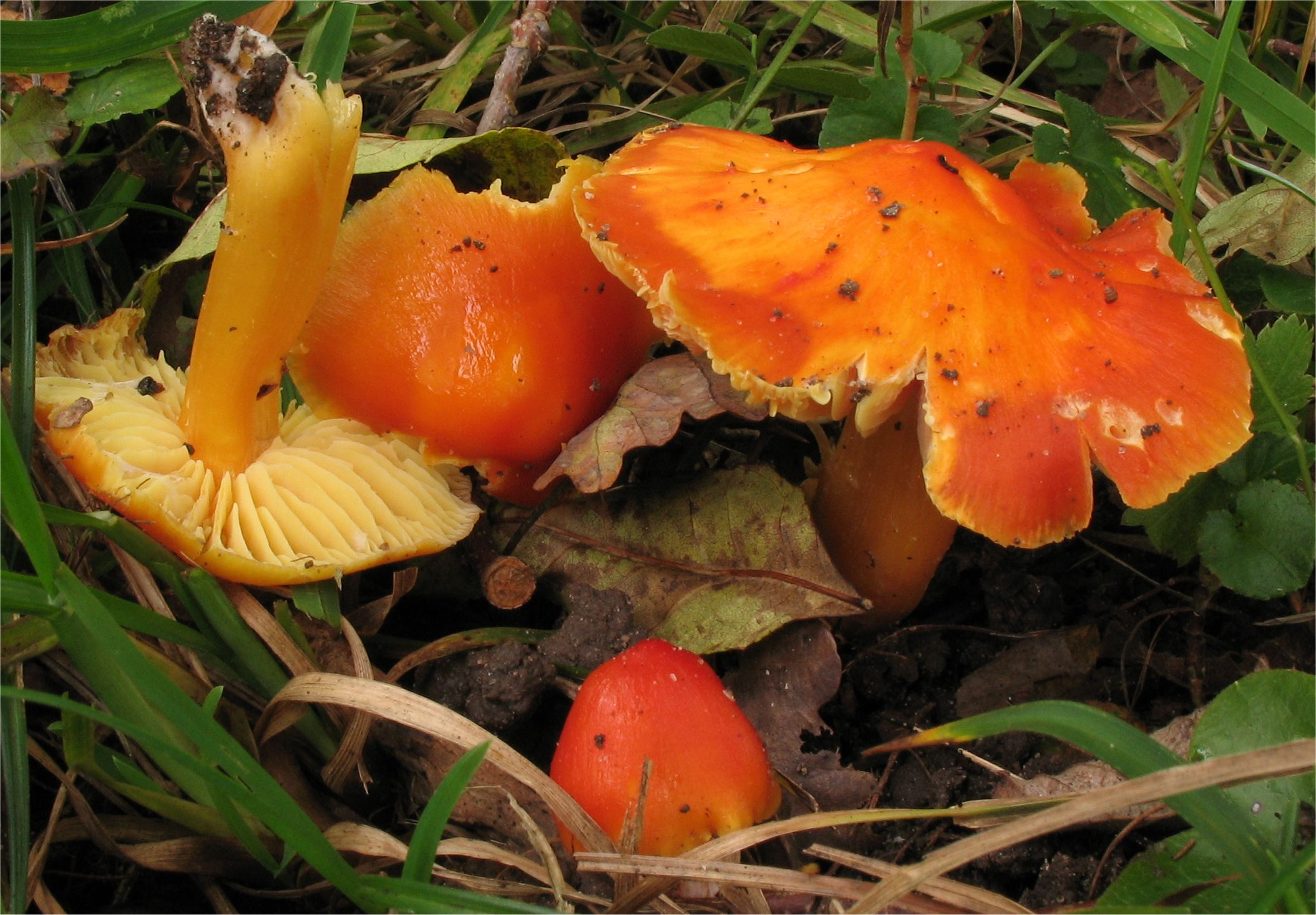
Hygrocybe aurantiosplendens
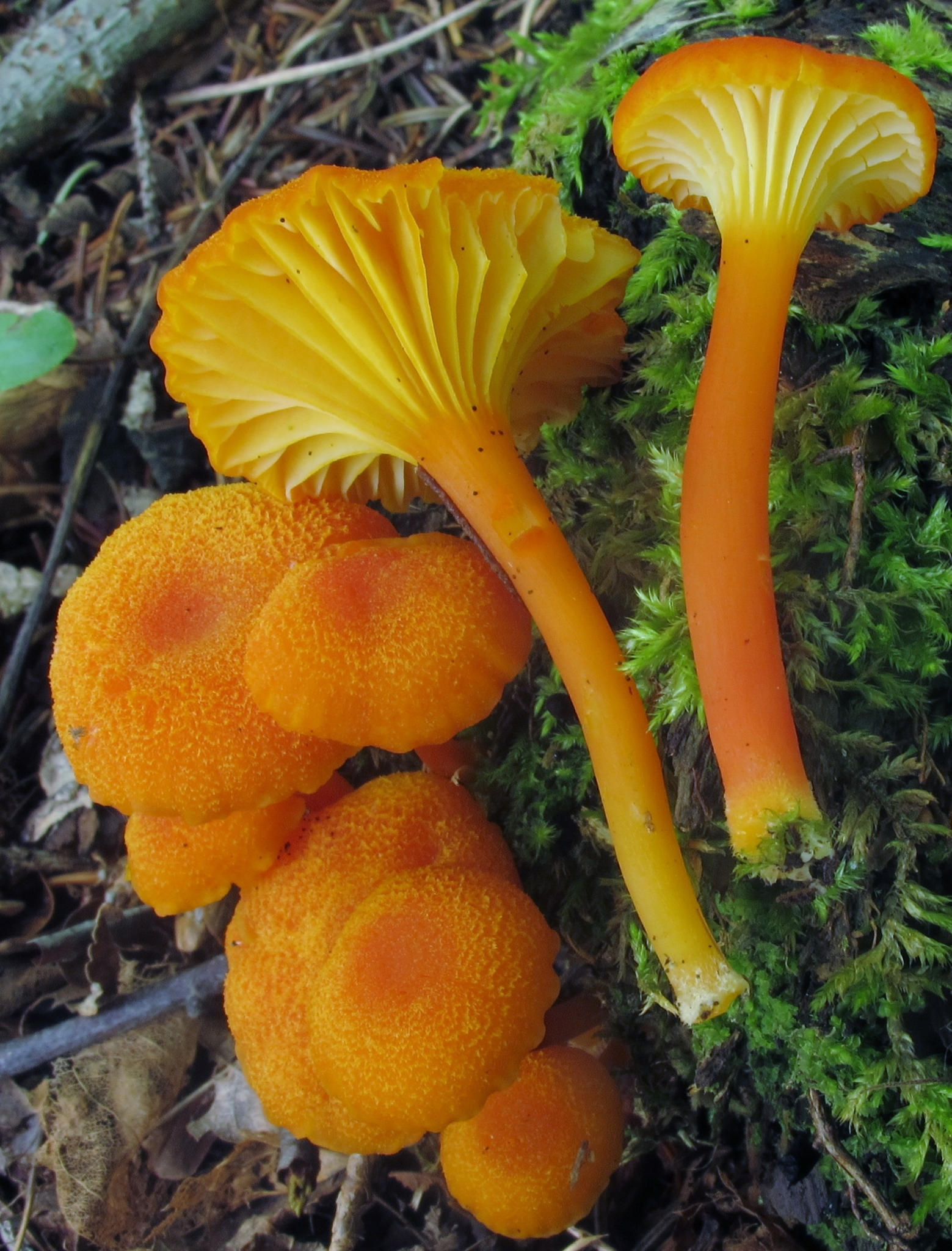
Hygrocybe cantharellus

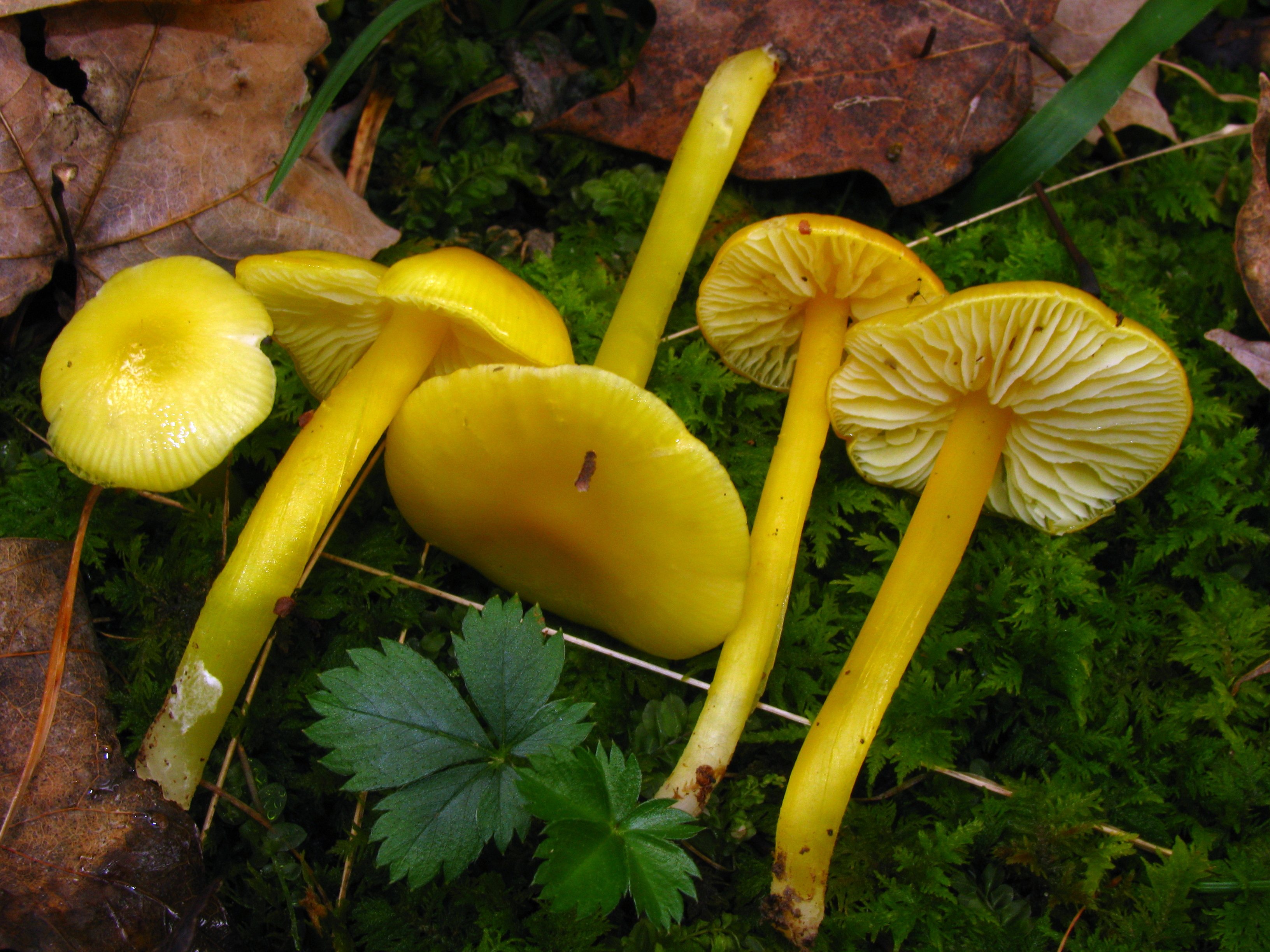
Hygrocybe chlorophana
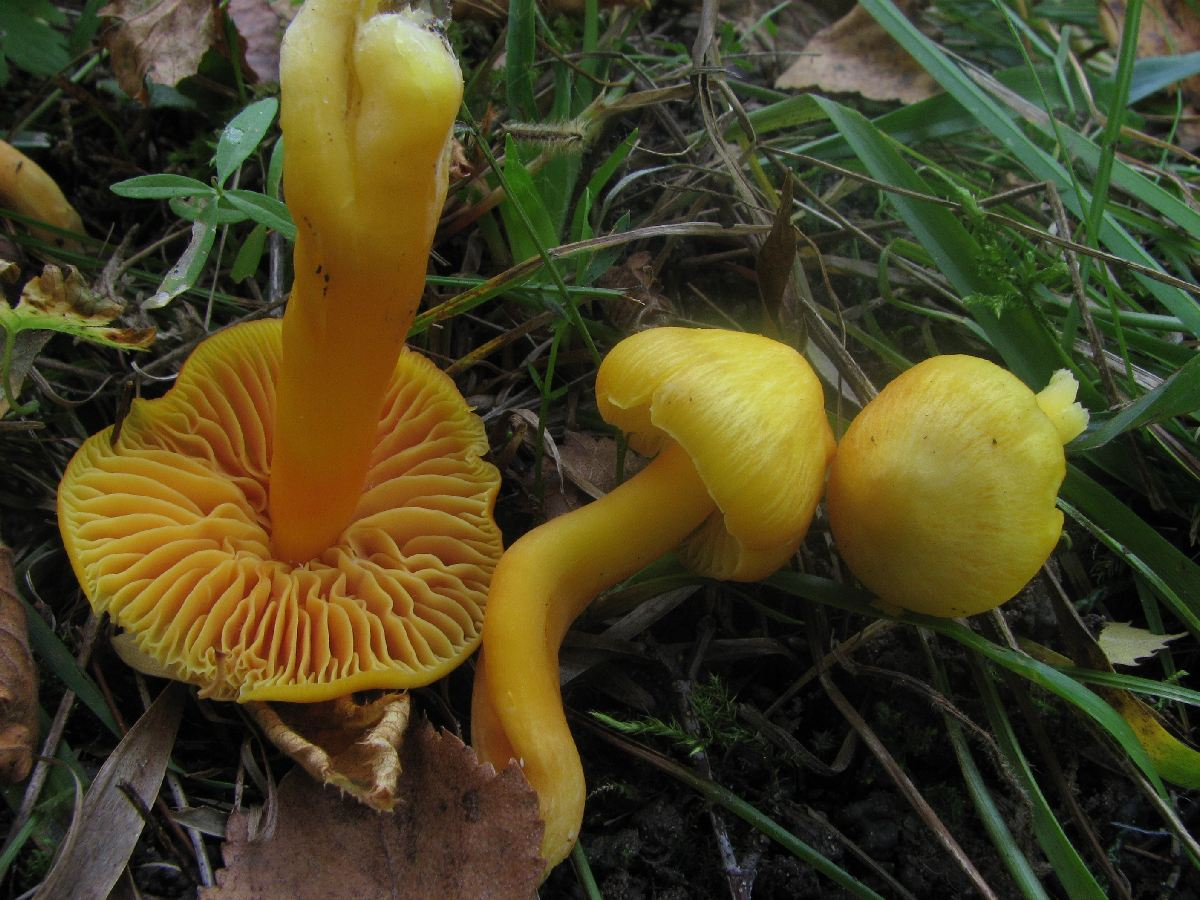
Hygrocybe quieta
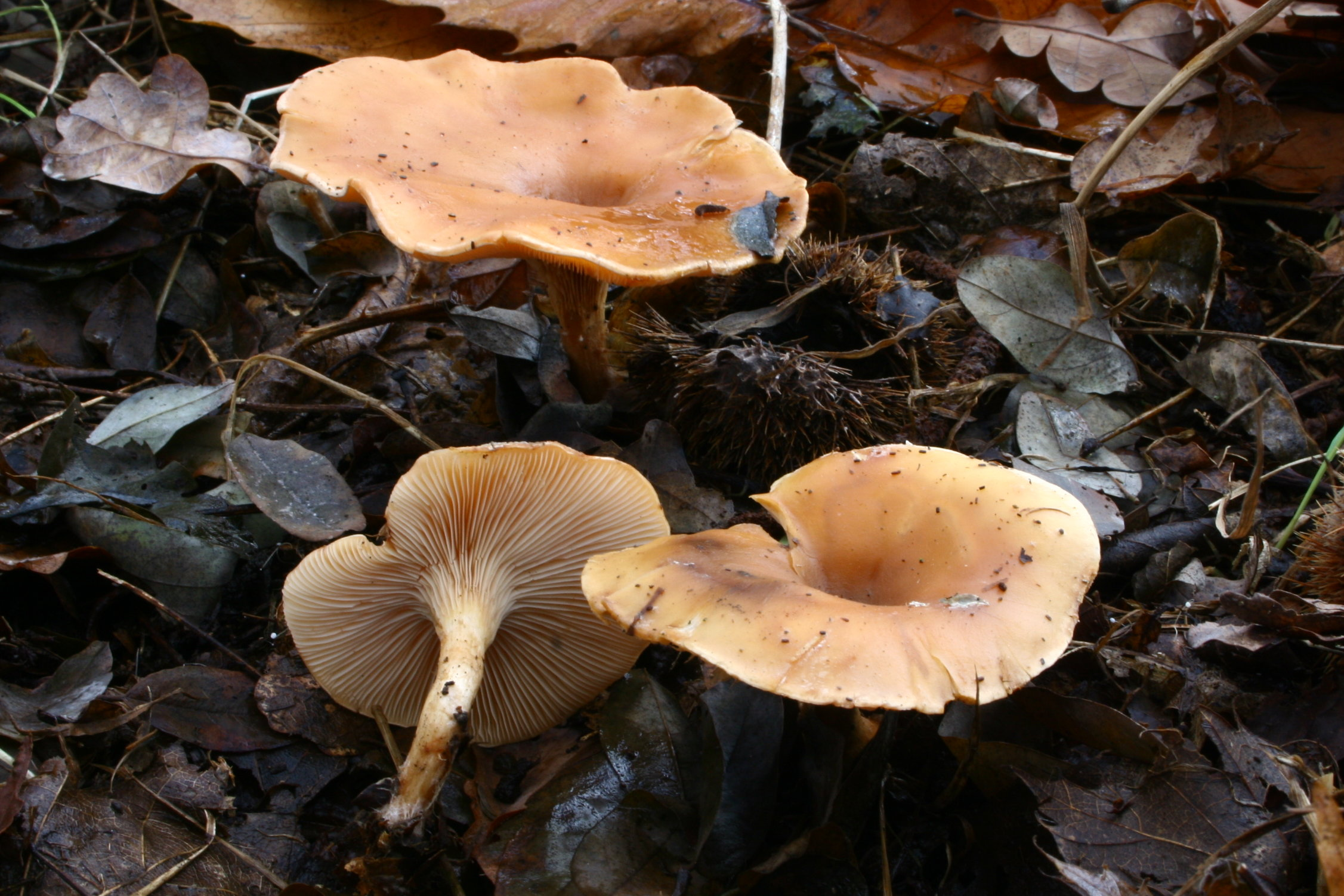
Lepista flaccida
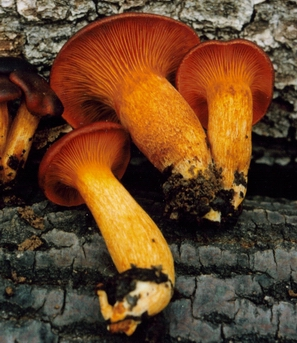
!!Omphalotus olearius!!
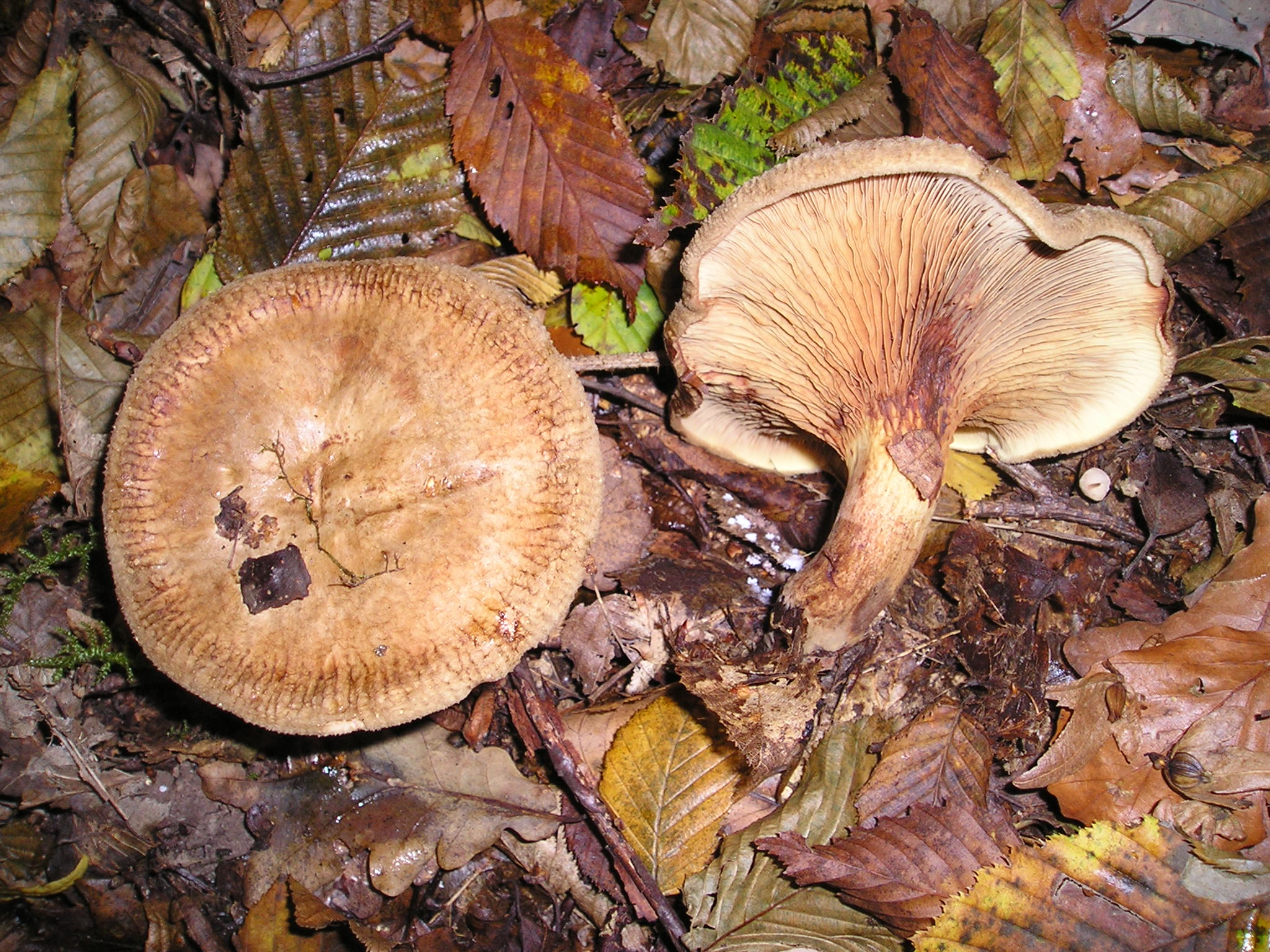
!!!Paxillus involutus!!!

## Valorificare
Gălbiorii falși sunt comestibili, dar, pricinuit mirosului și gustului nu prea gustoși. Se recomandă ingerarea în cantități mai mici, cel mai bine amestecați cu alte soiuri. Încă un argument pentru un consum redus al acestei ciuperci este faptul, că ea nu este suportată de unii oameni în porțiuni mari, la care provoacă probleme gastrointestinale de obicei numai ușoare. Alte persoane mănâncă bureții fără nici un disconfort.